# Atletica leggera ai Giochi della XXII Olimpiade - Lancio del disco femminile

Video della Finale (il lancio vincente di Eveline Jahl)

Il lancio del disco ha fatto parte del programma femminile di atletica leggera ai Giochi della XXII Olimpiade. La competizione si è svolta nei giorni 31 luglio-1º agosto 1980 allo Stadio Lenin di Mosca.

## Presenze ed assenze delle campionesse in carica
| Competizione         | Atleta         | Prestazione | Mosca 1980     |
| -------------------- | -------------- | ----------- | -------------- |
| Olimpiadi 1976       | Evelin Jahl    | 69,00 m     | Presente       |
| Commonwealth 1978    | Carmen Ionesco | 62,16 m     | Canada assente |
| Europei 1978         | Evelin Jahl    | 66,98 m     | Presente       |
| Asiatici 1978        | Li Xiaohui     | 55,92 m     | Cina assente   |
| Panamericani 1979    | Carmen Romero  | 60,58 m     | Presente       |
| Coppa del mondo 1979 | Evelin Jahl    | 65,18 m     | Presente       |

1. ↑  Per il boicottaggio.
2. ↑  Il gigante asiatico non partecipa ai Giochi dal 1952.

## Risultati

### Turno eliminatorio
Qualificazione60,00 m
Otto atlete ottengono la misura richiesta. Ad esse vanno aggiunti i 4 migliori lanci, fino a 57,80 m.

La miglior prestazione appartiene a Margitta Dröse (DDR) 65,52 m.

### Finale
Stadio Lenin, venerdì 1º agosto.
Comincia bene Gisela Beyer, che va in testa con 67,08 al primo lancio.

Alla seconda prova Evelin Jahl prenota il titolo con un lancio perfetto a 69,76: batte il suo record olimpico. Alla terza fa ancora meglio: 69,96. La bulgara Vergova (primatista mondiale) si issa al secondo posto con 67,66.

Nei tre lanci di finale la Vergova prova ad avvicinare la Jahl (che non si migliora), ma deve guardarsi anche dalla sovietica Lesovaja che si porta a 67,40. Risponde con 67,68 e conclude con 67,90 all'ultimo lancio.

Evelin Jahl firma i quattro migliori lanci di tutta la gara.
La tedesca est Evelin Jahl è la prima donna a vincere due ori nel lancio del disco alle Olimpiadi.
| Pos | Paese            | Atleta             | Misura  |
| --- | ---------------- | ------------------ | ------- |
|     | Germania Est     | Evelin Jahl        | 69,96 m |
|     | Bulgaria         | Maria Vergova      | 67,90 m |
|     | Unione Sovietica | Tat'jana Lessovaja | 67,40 m |